# Epicrionops peruvianus
Epicrionops peruvianus är en groddjursart som först beskrevs av George Albert Boulenger 1902.  Epicrionops peruvianus ingår i släktet Epicrionops och familjen Rhinatrematidae. IUCN kategoriserar arten globalt som otillräckligt studerad. Inga underarter finns listade i Catalogue of Life.